# Conselho de Chefes de Estado-Maior
O Conselho de Chefes de Estado-Maior (CCEM) é um órgão militar de conselho e o principal órgão de caráter coordenador das Forças Armadas de Portugal.
O CCEM é constituído pelo Chefe do Estado-Maior General das Forças Armadas - que preside e que dispõe de voto de qualidade - pelo Chefe do Estado-Maior da Armada, pelo Chefe do Estado-Maior do Exército e pelo Chefe do Estado-Maior da Força Aérea. Podem ser convidadas a participar nas suas reuniões, outras entidade sem direito a voto.

## Competências
Compete ao Conselho de Chefes de Estado-Maior deliberar sobre a elaboração do conceito estratégico militar, a elaboração dos projetos de definições das missões específicas das Forças Armadas, dos sistemas de forças e dos dispositivos militares, os planos e relatórios de informações e seguranças militares, a harmonização do anteprojeto da proposta de orçamento anual das Forças Armadas, os anteprojetos das leis de programação militar e de programação de infraestruturas militares, os critérios para funcionamento do Instituto de Estudos Superiores Militares e do Hospital das Forças Armadas, a promoção a oficial general e de oficiais generais e o seu próprio regimento.
Também compete ao CCEM da pareceres sobre as propostas de definição do Conceito Estratégico de Defesa Nacional, o projeto de proposta das forças nacionais, atos do Chefe do Estado-Maior General das Forças Armadas (CEMGFA) e outros assuntos que lhe sejam submetidos pelo ministro da Defesa Nacional, pelo CEMGFA ou pelos chefes dos estados-maiores dos ramos.